# Isocumarine
Le isocumarine, o derivati dell'isocromene, sono una classe di prodotti naturali importanti dal punto di vista biosintetico, strutturale e farmacologico. Sono isomeri delle cumarine con una unità lattonica invertita.

## Nomenclatura
La maggior parte delle isocumarine e delle DHICs naturali ha nomi comuni derivati principalmente dal nome della specie o del genere degli organismi ospiti.

## Caratteristiche strutturali
Questi composti presentano un anello lattonico invertito, tipicamente un anello α-piranone con un gruppo 3-alchilico (C1 - C17) o un anello 3-fenilico, sostituito o meno, oltre alla presenza di uno o più ossigeni in una qualsiasi delle sei posizioni libere sull'anello benzenico.
Gli atomi di ossigeno possono essere presenti sottoforma di funzionalità eteriche, fenoliche o glicosidiche. Tra i vari sostituenti troviamo anche:
- gruppi alchilici
- alogeni
- gruppi eterociclici
- gruppi arilici

Le isocumarine e le diidroisocumarine (DHICs) hanno una stretta relazione con gli isocromani, poiché il metilene attivo in posizione C-1 negli isocromani può essere facilmente ossidato ai relativi derivati.

## Abbondanza e disponibilità
Questi composti sono stati identificati in una vasta gamma di fonti naturali, tra cui piante, microbi, organismi marini, batteri, insetti, epatiche e funghi (es. funghi del suolo, endofitici e marini). I funghi appartenenti ai generi Penicillium, Ceratocystis, Fusarium, Artemisia, Aspergillus, Cladosporium, Oospora e Hydrangea sono particolarmente ricchi di derivati delle isocumarine.
La maggior parte delle isocumarine contenenti azoto, tra cui amicumacina, bacillosarcina, xenocumacina e le recentemente isolate prexenocumacine (A–E), si trovano in tre ceppi batterici: Bacillus, Streptomyces e Xenorhabdus. Alcune famiglie di piante superiori che contengono questi metaboliti includono Apiaceae, Fabaceae, Asteraceae, Bignoniaceae, Saxifragaceae, Caesalpinioideae, Hydrangeaceae e Myricaceae.
Le isocumarine prodotte da organismi marini includono l'iburipiranone, un composto citotossico trovato in M. adherence, e la psimberina, una citotossina con LC₅₀ a concentrazioni nanomolari contro diversi tipi di tumori, derivata dalla spugna marina Psamminocinia. È interessante notare che la psimberina e la (+)-irciniastatina A, isolate dalla spugna marina I. ramose, hanno strutture chimiche identiche. Le isocumarine sono anche dei ferormoni, come quello utilizzato da L. fuliginosus, e alcune sno addirittura presenti secrezioni difensive di alcuni animali (es. A. pubescens, P. americana).

## Reattività e caratteristiche chimiche
Le isocumarine possono essere caratterizzate attraverso diverse tecniche spettroscopiche, come la NMR monodimensionale (¹H, ¹³C e NOE) e la NMR bidimensionale (COSY, HSQC, HMBC, ROESY e NOESY), combinate con altri metodi comuni, come sintesi chimica, UV, IR e MS. Tuttavia, i loro dati spettroscopici non possono essere generalizzati, poiché variano notevolmente in base al tipo, alla posizione, al numero e alla natura dei sostituenti legati allo scheletro centrale. Inoltre, questi dati cambiano principalmente a causa della variazione dell’anello di base.
Nei composti con struttura isocumarina, la frequenza del carbonile del lattone appare generalmente nella regione 1.745 – 1.700 cm⁻¹ nell'IR. Nella ¹H NMR, il protone vinilico in posizione C-3 compare tra 6,2 – 7,0 ppm come singoletto o doppietto, rispettivamente per i derivati sostituiti e non sostituiti in C-3. Nella In ¹³C NMR, il carbonile del lattone appare nell'intervallo 164 – 168 ppm. Nei derivati 3-sostituiti, il protone vinilico in posizione C-4 compare tra 6,11 – 6,7 ppm come singoletto.
L'estrazione di isocuramine da funghi può essere effettuata utilizzando diclorometano, acetone o acetato di etile.

## Biochimica
I vari sostituenti sono alla base della diversa attività biologica dei diversi composti. Le isocumarine sono considerate intermedi importanti nella sintesi di una vasta gamma di composti carbo- ed eterociclici, come isochinoline, isocromeni e diversi composti aromatici. Appartengono a questa categoria sia edulcoranti sia sostanze che rendono amari i cibi.

## Farmacologia e tossicologia

### Effetti del composto e usi clinici
Questi composti possiedono diverse attività biologiche, tra cui:
- antimicrobica
- citotossica
- alghicida
- antiallergica
- immunomodulatoria
- antimalarica
- regolatrice della crescita delle piante
- inibitoria dell'acetilcolinesterasi e delle proteasi

## Composti
Il numero di isocumarine naturali è in continua crescita e, ad oggi, ne sono state isolate quasi un migliaio, comprese le diidroisocumarine. Tuttavia, questo numero è ancora molto inferiore rispetto a quello delle cumarine e dei flavonoidi. Il composto più semplice è l'isocumarina da cui derivano vari composti tra cui:
- (3R,4R)-4,7-diidrossimelleina
- (3R,4R)-5-cloro-4,6-diidrossimelleina
- (R)-5-cloro-6-idrossimelleina
- (3R,4R)-6,7-dimetossi-4-idrossimelleina
- acido (3R,4R)-3,4-diidro-4,6-diidrossi-3-metil-1oxo-1H-isocromen-5-carbossilico
- (3R,4R)-cis-4-idrossi-5-metilmelleina
- (3R,4S)-4-idrossi-6-metossi-7-cloromelleina
- S-(-)-5-idrossi-8-metossi-4-(1'-idrossietil)-isocumarina
- S-(-)-5,6,7-triidrossi-4-(1'-idrossietil)isocumarina
- (3R)-5-carbossimelleina
- (3R)-5-formilmelleina
- 4-acetil-6,8-diidrossi-5-metil-2-benzopiran-1-one
- 3-acetossil-8-idrossil-isocumarina
- (R)-6-idrossimelleina
- (3R)-5-carbometossimelleina
- (3R, 4S)-6,8-diidrossi-3,4,5,7-tetrametilisocromano
- (3R,4S)-6,8-diidrossi-3,4,7-tetrametilisocromano
- 6-idrossi-4-(1-idrossietil)-8-metossi-1H-isocromen-1-one
- 6,8-diidrossi-4-idrossimetil-3,5-dimetil-isocromen-1-one
- 6,8-diacetossi-3,5-dimetilisocumarina
- (3R)-melleina
- (3R)-metil-8-idrossi-6-(idrossimetil)-7-metossidiidroisocumarina
- (3R)-metil-7,8-dimetossi-6-(idrossimetil)-diidroisocumarina
- (R)-7-idrossimelleina
- 6,8-dimetossi-3-metil-3,4-diidro-1H-isocromen-1-one
- (3R)-6-metossi-7-cloromelleina
- (3R)-7-idrossi-5-metilmelleina
- (4'-idrossi-2'-metilfenossi)-(-)-(3R)-melleina
- 3-metil-6-metossi-8-idrossi-3,4-diidroisocumarina
- 3R-(+)-5-O-[6'-O-acetil]-α-D-glucopiranosil-5-idrossimelleina
- 4-metossimelleina
- 5-idrossimelleina
- 6-metossimelleina
- 8-metossimelleina
- akolitserin
- angelicoina A
- annulohypoxylomarin
- arundinone A
- aspergillina S
- botriospirone C
- botriospirone D
- cis-4-acetossimelleina
- decarbossicitrione
- fusarentina
- gamaorina
- kigelin
- palmerina A
- palmerina B
- palmerina D
- palmerone A
- palmerone B
- palmerone C
- palmerone D
- palmerone E
- palmerone F
- palmerone G
- penicilisorina
- periplanetina A
- periplanetina B
- pestalotiorina
- sescandelina
- tabaisocuramina A
- versicumarina B
- versicumarina C
- xilarellina

## Applicazioni
L'applicazione delle isocumarine è stata studiata in vari ambiti, tra cui:
- la scoperta e la preparazione di farmaci
- la sintesi organica.